# 가와사키 Z
가와사키 Z(영어: Kawasaki Z)는 가와사키 중공업에서 1972년부터 생산 중인 표준 모터사이클 및 네이키드 바이크 제품군이다.

## 단일 실린더
- Z200/KZ200(1977년~1984년)
- Z125 (2018년~현재)
- Z125 프로(2015년~현재)
- Z250SL(2014년~현재)

## 병렬 트윈
- 가와사키 Z250 (2013–현재)
- 가와사키 Z300 (2014년~2018년)
- 가와사키 Z400/KZ400 (1974년~1984년)
- 가와사키 Z400 (2018년~현재)
- 가와사키 Z650(2017년~현재)
- 가와사키 Z750 트윈 (1976년)

## 4기통
- Z400-J/KZ400-J (1980년~1983년)
- Z500/Z550 (1979년~1985년)
- Z650 (1976년~1983년)
- Z750/Z2 (1973년~1978년)
- Z750 (2004년~2013년)
- Z800 (2013년~2016년)
- Z900 (2017년~현재)
- Z900RS/Z900RS 카페 (2018년~현재)
- Z1 (1972년~1975년)
- Z900/KZ900 (1976년, 1977년)
- Z1000/KZ1000 (1977년~2005년)
- Z1000 (2003년~2016년)
- Z1100 (1980년~1986년)
- Z H2 (2020년, 2021년)

## 6기통
- Z1300 (1979년~1989년)

## 같이 보기
- 가와사키 KZ750 (1976년~1987년)
- 가와사키 제퍼 (1989년~2000년)
- 가와사키 ZRX1100 (1997년~2005년)
- 가와사키 ZRX1200R (2001년~2008년)
- 가와사키 ZR-7 (1999년~2005년)
- 가와사키 GPZ (1981년~2009년)
- 가와사키 닌자 (ZX, ZX-R, ZZR 시리즈, 1984~현재)
- 가와사키 엘리미네이터 (ZL 시리즈, 1985년~2007년)